# ریند

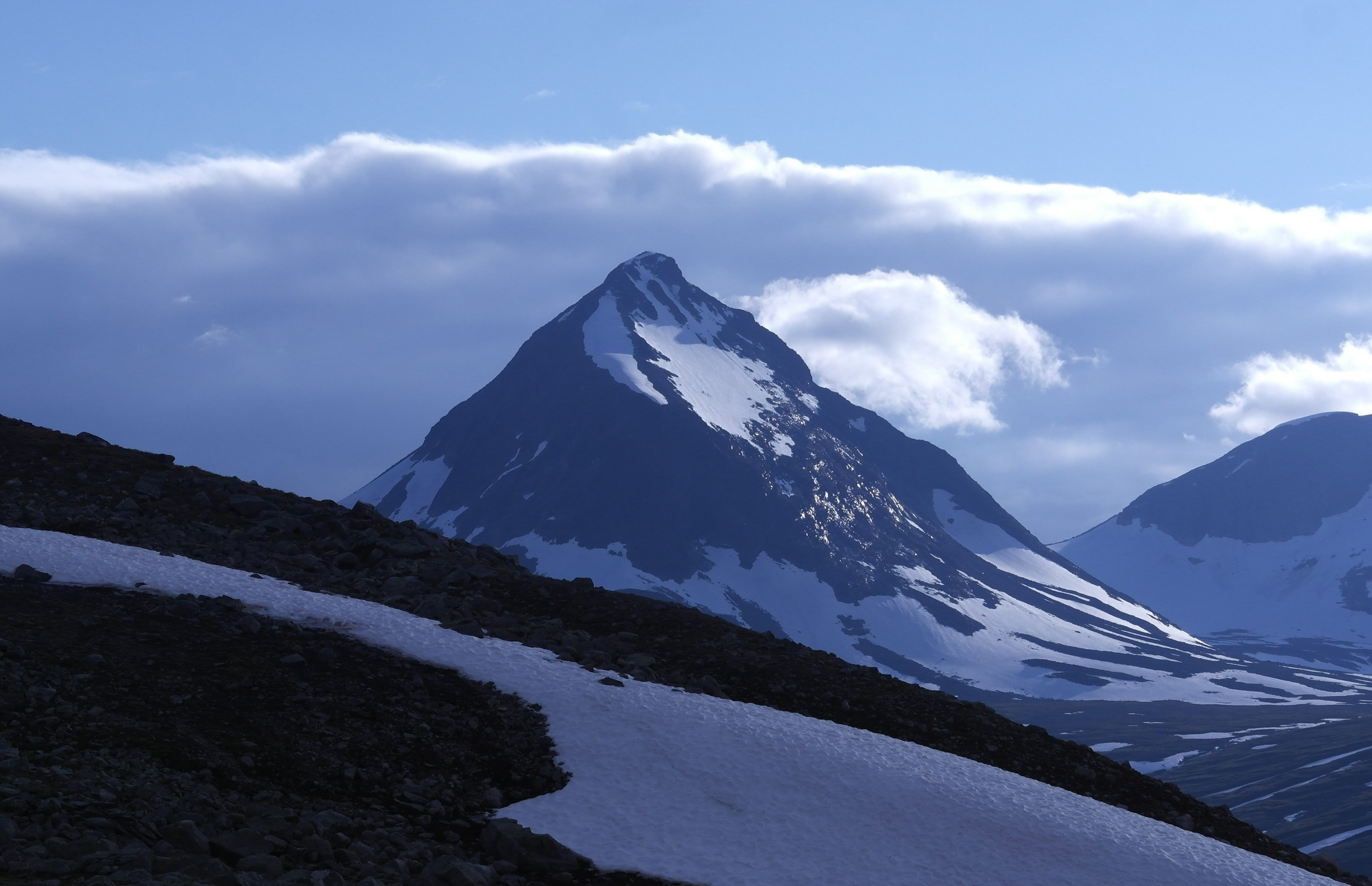
ریند _ ریندا

ریند یا ریندا (به زبان نروژی باستان: Rindr) یک شخصیت زن در اساطیر اسکاندیناوی که یا به عنوان غولی مؤنث، ایزدبانو یا شاهدختی از ناحیه شرق (مکانی در روسیه امروزی) در نظر گرفته می‌شد. او از اودین، شهریار ایزدان اساطیر اسکاندیناوی صاحب پسری به نام والی شد. بر طبق مجموعه ادای منثور، اثر اسنوری استورلوسون، ریند مادر والی و یکی از آسینیورها به شمار می‌رفت. او همچنین برخی مواقع به عنوان ایزدبانوی خورشید در نظر گرفته می‌شد، اما او احتمالاً ایزدبانوی سرزمین‌های یخ زده بود.
به روایت از کتاب سوم گستا دانوروم به قلم ساکسو در اوایل قرن سیزدهم، اودین با اتکای به پیشگویی برای گرفتن مرگ فرزندش بالدر، باید از ریند، دختر پادشاه روتنی‌ها صاحب پسری شود. اودین به شکل زرگری به دربار پادشاه روتنی‌ها می‌رود و با نشان دادن مهارت‌های خود در کار زرگری شهریار زر فراوانی برای ساختن زیورهایی چند در اختیار او می‌گذارد. حلقه‌ها و انگشترهایی را که اودین از این طلا می‌سازد، ملکه و شاهدخت می‌پذیرند اما ریند خواستاری او را نمی‌پذیرد. اودین توانایی‌های خود را در نقش جنگجویی با نام روستر به شاهدخت نشان می‌دهد و ریند یکبار دیگر دست رد به سینهٔ او می‌زند. پس اودین با پوست درختی جادویی به نماد آمیزش با ریند او را لمس و ریند شوریده و دیوانه می‌شود. اودین این بار به شکل زنی دارای مهارت طبابت بر روتنی پدیدار و بدین سان به حضور دختر آزرده راه می‌یابد. اودین به پادشاه اطلاع داد که داروی شفای دخترش را در اختیار دارد، اما این دارو به شدت تلخ است و سبب واکنش خشونت‌آمیزی خواهد شد، بنابراین باید ریند را به بند کشید. پادشاه به او اجازه می‌دهد شاهدخت را به بند بکشد و اودین در ازای دادن دارو و درمان وی، با ریند همبستر شد. از این طریق اودین به خواست خود دست یافت و ریند و پادشاه را را رها می‌سازد تا ریند پسرش را بزاید. بر اساس نسخهٔ ساکسو پسر ریند و اودین در این روایت به جای والی، «بوئه» نام دارد و او پسری است که پس از بالیدن یارای کشتن قاتل بالدر را پیدا می‌کند. در نهایت هودر، بدست والی (یا بوئه) کشته شد و انتقام بالدر را گرفت. همچنین والی یکی از شخصیت‌هایی است که از نبرد فرجامین راگناروک جان سالم به در خواهد برد.
به سبب تجاوز ریندا، اُدین تاج و تخت خود را به عنوان فرمانروای آسگارد از دست داد (که ساکسو آن را بیزانتیوم نامید) و اولر (ولدر) جایگزینش شد. اُدین مجبور به تبعید شد، اما ۱۰ سال بعد برای بر کنار کردن اولر بازگشت.